# Uran Bislimi
Uran Bislimi (Bázel, 1999. szeptember 25. –) svájci válogatott labdarúgó, a Lugano középpályása.

## Pályafutása

### Klubcsapatokban
Bislimi a svájci Bázel városában született. Az ifjúsági pályafutását a helyi Concordia Basel csapatában kezdte, majd a Basel akadémiájánál folytatta.
2019-ben mutatkozott be a Schaffhausen másodosztályban szereplő felnőtt keretében. 2022. július 19-én négyéves szerződést kötött az első osztályú Lugano együttesével. Először a 2022. július 24-ei, Grasshoppers ellen 2–1-re elvesztett mérkőzés 72. percében, Mattia Bottani cseréjeként lépett pályára. Első gólját 2022. október 22-én, a Luzern ellen idegenben 3–1-es vereséggel zárult találkozón szerezte meg.

### A válogatottban
Bislimi egy mérkőzés erejéig tagja volt a svájci U19-es válogatottnak.
2023-ban debütált a felnőtt válogatottban. Először a 2023. június 19-ei, Románia ellen 2–2-es döntetlennel zárult mérkőzés 90+1. percében, Xherdan Shaqirit váltva lépett pályára.

## Statisztika
2023. június 4. szerint.
| Klub         | Szezon   | Bajnokság              | Bajnokság | Bajnokság | Kupa  | Kupa  | Nemzetközi | Nemzetközi | Összesen | Összesen |
| Klub         | Szezon   | Bajnokság              | Mérk.     | Gólok     | Mérk. | Gólok | Mérk.      | Gólok      | Mérk.    | Gólok    |
| ------------ | -------- | ---------------------- | --------- | --------- | ----- | ----- | ---------- | ---------- | -------- | -------- |
| Schaffhausen | 2019–20  | Swiss Challenge League | 19        | 0         | 0     | 0     | —          | —          | 19       | 0        |
| Schaffhausen | 2020–21  | Swiss Challenge League | 31        | 2         | 0     | 0     | —          | —          | 31       | 2        |
| Schaffhausen | 2021–22  | Swiss Challenge League | 35        | 4         | 2     | 0     | —          | —          | 37       | 4        |
| Schaffhausen | 2022–23  | Swiss Challenge League | 1         | 0         | 0     | 0     | —          | —          | 1        | 0        |
| Schaffhausen | Összesen | Összesen               | 86        | 6         | 2     | 0     | 0          | 0          | 88       | 6        |
| Lugano       | 2022–23  | Swiss Super League     | 30        | 2         | 5     | 0     | 0          | 0          | 35       | 2        |
| Összesen     | Összesen | Összesen               | 116       | 8         | 7     | 0     | 0          | 0          | 123      | 8        |

## Sikerei, díjai
Lugano
- Svájci Kupa
  - Döntős (1): 2022–23